# Lingbao
Lingbao, även romaniserat Lingpao, är stad på häradsnivå som lyder under Sanmenxias stad på prefekturnivå i Henan-provinsen i centrala Kina. Den ligger omkring 260 kilometer väster om provinshuvudstaden Zhengzhou.
Norr om Lingbao finns det historiskt betydelsefullta bergspasset Hangupasset som under tiden för De stridande staterna markerade riket Qins östra gräns.